# ATC-kod
ATC-kod, (Anatomic Therapeutic Chemical classification system), är ett klassificeringssystem för läkemedel. Läkemedlen indelas i olika grupper efter indikationsområde. ATC-koden används av WHO vid biverkningsrapportering och rekommenderas av WHO. På Läkemedelsverkets webbplats och i svenska FASS går det att söka läkemedel genom deras ATC-kod.

## Kodens uppbyggnad
Systemet består av 14 huvudgrupper, som visar var eller hur läkemedlet verkar. Huvudgrupperna motsvaras av en bokstav, och inom varje grupp finns ett antal terapeutiska nivåer som betecknas av två siffror. Inom de terapeutiska nivåerna finns sedan en kemisk/terapeutisk nivå som betecknas med två bokstäver och slutligen kemisk substansnivå, två siffror.
Samma läkemedel kan ha flera olika ATC-koder, om det har en verkan som möjliggör flera olika terapeutiska användningar. Exempelvis har mikonazol, ett antimykotikum (svampdödande medel), sex ATC-koder (A01AB09, A07AC01 o.s.v.) inom olika terapeutiska områden eftersom det kan användas vid behandling i munhålan (A01), vid tarminfektioner (A07), på huden (D01), för gyneokologiskt bruk (G01), för systemiskt bruk (J02) och vid öronsjukdomar (S02).

### Huvudgrupper
Följande är huvudgrupperna på första nivån:
- A - Matsmältningsorgan och ämnesomsättning
- B - Blod och blodbildande organ
- C - Hjärta och kretslopp
- D - Hud
- G - Urin- och könsorgan samt könshormoner
- H - Hormoner, exkl könshormoner
- J - Infektionssjukdomar
- L - Tumörer och rubbningar i immunsystemet
- M - Rörelseapparaten
- N - Nervsystemet
- P - Antiparasitära, insektsdödande och repellerande medel
- R - Andningsorganen
- S - Ögon och öron
- V - Varia

För veterinärläkemedel gäller samma indelning men med bokstaven Q före (QA Matsmältningsorgan och ämnesomsättning, QB Blod och blodbildande organ, QC Hjärta och kretslopp osv.) 

### Undergrupper
Andra nivån baseras på den terapeutiska huvudgruppen och består av två siffror.
Tredje nivån baseras på terapeutiska/farmakologiska undergrupper och består av en bokstav.
Fjärde nivån baseras kemiska/terapeutiska/farmakologiska undergrupper och består av en bokstav.
Femte nivån baseras på kemiska substansgrupper och består av två siffror.

### Exempel
Exempel på en ATC-kod är den för penicillin V, J01CE02. Koden är uppbyggd enligt följande mönster:
- J Infektionssjukdomar (huvudgrupp)
- J01 Antibakteriella medel för systemiskt bruk (terapeutisk nivå)
- J01C Antibakteriella betalaktamer, penicilliner (kemisk/terapeutisk nivå)
- J01CE Betalaktamaskänsliga penicilliner (kemisk/terapeutisk nivå)
- J01CE02 Fenoximetylpenicillin (penicillin V) (kemisk substansnivå)

## Lista över koder
A Matsmältningsorgan och ämnesomsättning
B Blod och blodbildande organ
C Hjärta och kretslopp
D Hud
G Urin- och könsorgan samt könshormoner
H Hormoner, exkl könshormoner och insuliner
J Infektionssjukdomar
L Tumörer och rubbningar i immunsystemet
M Rörelseapparaten
N Nervsystemet
P Antiparasitära, insektsdödande och repellerande medel
R Andningsorganen
S Ögon och öron
V Varia